# Moston, Cheshire West and Chester
Moston är en civil parish i Storbritannien.   Den ligger i kommunen Cheshire West and Chester i riksdelen England, i den södra delen av landet, 270 km nordväst om huvudstaden London.